# Конотопские статьи
Коното́пские статьи́ — договор между казацкой старшиной Левобережной Украины и правительством Русского царства, составленный 17 июня 1672 года на Казацкой раде в селе Казацкая Диброва вблизи Конотопа. Регулировал взаимоотношения Гетманщины с русским царём Алексеем Михайловичем.

## Предыстория
Выработке Конотопских статей предшествовал Батуринский переворот марта 1672 года, провозглашение Ивана Самойловича казацким региментарём на старшинской раде в Батурине и его дальнейшее избрание гетманом Левобережной Украины, а также подтверждение правомочности положений Глуховских статей 1669 года.

## Содержание договора
Формальная сторона договора состояла из двух частей: 
- Положений, предложенных от имени царя его полномочным представителем князем Григорием Ромодановским и одобренных участниками рады;
- Положений, инициированных казацкой старшиной и утверждённых русским царём.

Предложения казацкой старшины были переданы царю в конце марта, а затем повторно в начале мая 1672 года. Энциклопедия истории Украины отмечает, что по содержанию статьи лишь составляли дополнение к Глуховскому договору 1669 года, призванные либо разъяснить их суть, либо дополнить их. Принципиально новые положения вводились лишь относительно регулирования вопросов, которые поставили на повестку дня события после 1669 года. В частности, по предложению казацкой старшины ограничивалась в её пользу власть гетмана в сфере внутренней и внешней политики, а по инициативе царя — создавались препятствия на пути территориального расширения Гетманщины за счёт южнобелорусских земель. Также отменялось положение про обязательное участие гетманской делегации в русско-польских переговорах, если речь в них шла о Гетманщине.
В целом Конотопские статьи ограничивали гетманскую власть в пользу казацкой старшины и сужали автономию Гетманщины.

## Период действия
Правовую силу Конотопский договор формально сохранял до 1687 года, однако после существенного укрепления власти Ивана Самойловича со второй половины 1670-х годов многие его положения утратили актуальность.

## См.также
- Глуховские статьи